# Хакенсак
Хакенсак (на английски: Hackensack) е град в САЩ, административен център на окръг Бъргън, щата Ню Джърси. Населението на града е 45 248 души (по приблизителна оценка от 2017 г.). Намира се на около 20 километра северозападно от Ню Йорк. Хакенсак е известен с огромното си разнообразие от сгради, разположени много близо една до друга.